# Vila Rica
Vila Rica là một đô thị thuộc bang Mato Grosso, Brasil. Đô thị này có diện tích 7433,445 km², dân số năm 2007 là 18929 người, mật độ 2,55 người/km².